# Idrissa Doumbia
Idrissa Doumbia (nascido em 14 de abril de 1998) é uma futebolista profissional da Costa do Marfim que joga como meio-campista do time Al-Ahli.

## Carreira
Idrissa Doumbia começou a carreira no Anderlecht em 2016.
Em janeiro de 2019, transferiu-se para o Sporting CP. 